# Ryūkōka

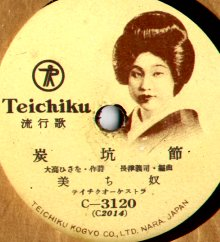
Étiquette de la chanson folklorique Tankō Bushi enregistrée par Michiyakko (1950) sur les disques Teichiku.

Le ryūkōka (流行歌, littéralement « chanson populaire ») est un genre musical japonais. À l'origine, le terme désigne en japonais tout type de « musique populaire ». Ainsi, l'imayō qui était encouragé par l'empereur Go-Shirakawa à l'époque de Heian, est une forme de ryūkōka. De nos jours cependant, le ryūkōka se réfère expressément à la musique populaire japonaise de la fin des années 1920 jusqu'au début des années 1960. Le ryūkōka trouve quelques éléments dans la musique classique occidentale. Finalement, le ryūkōka s'est scindé en deux genres : enka et poppusu. Contrairement au enka, les chansons archétypales ryūkōka ne recourent pas à la méthode de chant kobushi car le ryūkōka emploie le legato. Bin Uehara et Yoshio Tabata sont considérés comme faisant partie des fondateurs du style moderne du chant kobushi.
De nombreux compositeurs et chanteurs ryūkōka sont titulaires de distinctions officielles ; Ichirō Fujiyama et les compositeurs Masao Koga et Ryōichi Hattori sont ainsi couronnés du Prix d'honneur de la nation.
Bien que l'enka est une excroissance du ryūkōka, de nombreux chanteurs de ce dernier genre font part d'un fort mépris pour son descendant stylistique. Dans un entretien accordé en 1981, Noriko Awaya dit « Chaque fois que j'entends du enka, je dois m'éloigner parce que j'ai envie de vomir »,.

## Histoire

### 1914–1927: Origine
En 1914, Sumako Matsui interprète la Chanson de Katyusha composée par Shinpei Nakayama, utilisée comme thème d'introduction au Japon du roman Résurrection de Tolstoï. Le disque se vend à 20 000 exemplaires. Une théorie prétend qu'il s'agit là de la première chanson ryūkōka, créé à la demande de Hōgetsu Shimamura : « Une mélodie entre la musique folklorique populaire japonaise et la musique occidentale ». Cependant, les chanteurs des rues appelés enka-shi sont populaires jusqu'à ce que les compagnies de disques telles que la Victor Company of Japan commencent à produire des chansons au début de l'ère Shōwa.
Bien que Matsui se suicide après la mort de Shimamura, Nakayama continue à développer sa musique. Durant sa carrière, il compose environ 3 000 chansons telle que Teru teru bōzu en 1921. Nakayama transfère la musique japonaise traditionnelle sur la portée occidentale. Sa chanson de 1921 Sendō Kouta (船頭小唄) est plus tard reprise par plusieurs chanteurs mais est surtout connue à l'origine pour être couverte par le violoniste enka-shi Shun'yō (鳥取春陽, 1900–1932) avec un orchestre. Le système pentatonique employé dans la chanson est sur le mode mineur sans les quatrième et septième degrés. Cependant, la musique fondée sur cette échelle a des difficultés à présenter les accords et l'harmonie parce que la musique japonaise traditionnelle n'a pas adopté la gamme tempérée.
Les chansons de Nakayama sont fondées sur la musique folklorique japonaise appelée min'yō mais adoptent également le style musical occidental. Aussi cette musique est-elle appelée Shin Min'yō (新民謡, lit. « Nouvelle chanson folklorique »).

### 1928–1930: Début de popularité
|                                  |  |  |
| Yoshie Fujiwara et Chiyako Satō. |  |  |

Au début de l'ère Shōwa , l'emploi du microphone se répand dans la musique populaire du Japon. Teiichi Futamura sort sa version de Sing me A Song of Araby (アラビヤの唄, Arabiya no Uta) en 1928, titre à l'origine composé par Fred Fisher. En 1928, la chanson Habu no Minato (波浮の港, littéralement « Port de Habu ») de Chiyako Satō, composée par Nakayama, se vend à 100 000 exemplaires. La chanson est également interprétée par Yoshie Fujiwara. En 1929, « La Marche de Tokyo » de la même Chiyako Satō se vend à plus de 300 000 exemplaires.

### 1931–1937: Popularité croissante
Le chanteur Ichirō Fujiyama et le compositeur Masao Koga sont quelques-unes des premières vedettes du pays. Koga essaye d'amorcer la fusion du jazz occidental et du dodoitsu japonais. La chanson Sake wa Namida ka Tameiki ka (酒は涙か溜息か, lit. « Le Saké est-il fait de larmes ou de soupirs ») interprétée par Fujiyama en 1931 et composée par Koga, est un important succès. Cette chanson crée une fusion du style de crooner de Fujiyama et du jeu de guitare de Koga. En utilisant la technique vocale mezza voce à l'aide d'un microphone, Fujiyama interprète la chanson d'une voix profonde non pas en sol mineur comme à l'opéra mais en ré mineur. Oka o Koete (丘を越えて, littéralement « Au-delà de la colline ») de Fujiyama se vend à 600 000 exemplaires. Cependant, Fujiyama est un étudiant d'élite qui se spécialise dans la musique classique occidentale à l'école de musique de Tokyo. Les chansons du genre ryūkōka traitent souvent d'éléments Ero Guro Nansensu. Comme son école considère alors le ryūkōka comme un genre déplorable, Fujiyama est une fois suspendu de l'école mais pas renvoyé parce que Klaus Pringsheim, un professeur allemand, s'oppose à la proposition d'expulsion de Fujiyama.
Cette période est également témoin de la popularité des geisha chanteuses comme Ichimaru et Katsutarō Kouta. Cette dernière devient célèbre lorsque Fujiyama est exclu du ryūkōka. Sa chanson Shima no Musume (島の娘, litt. « Fille de l'île ») se vend à 600 000 exemplaires. Katsutaro et Issei Mishima enregistre en duo la chanson Tokyo Ondō, composée par Shinpei Nakayama et sortie en 1933. Le simple Tokyo Ondō se vend à 1 200 000 exemplaires.
Lorsque Fujiyama chante des lieder classiques occidentaux, ces chansons sont appelées kayōkyoku mais le terme kayōkyoku devient bientôt une autre façon de désigner le ryūkōka à la NHK. Dans un premier temps, Koga est un bon collègue pour Fujiyama mais ils prennent bientôt leur distance l'un de l'autre parce que Koga cherche àc réer de la musique « japonaise ». D'un autre côté, Yoshie Fujiwara trace une ligne claire entre lui et le ryūkōka et fonde le Fujiwara Opera en 1934, ce qui détermine le lancement de l'opéra japonais. Cette même année 1934, la chanson Akagi no Komoriuta (赤城の子守唄, littéralement « Berceuse d'Akagi ») du baryton Tarō Shōji devient aussi populaire bien que l'interprète ne connaissait pas Kunisada Chūji, le sujet de la chanson.
La chanteuse soprano Noriko Awaya interprète également du ryūkōka mais l'école de musique de Tokyo annule son diplôme. Cependant, sa chanson Wakare no Blues (別れのブルース, litt. « Farewell Blues ») connaît le succès en 1937. Le titre a été composé par le musicien de jazz Ryōichi Hattori. Elle est appelée « Reine du Blues » bien que le terme « Blues » n'est qu'un titre de chanson.

### 1937–1945: Influence de la guerre

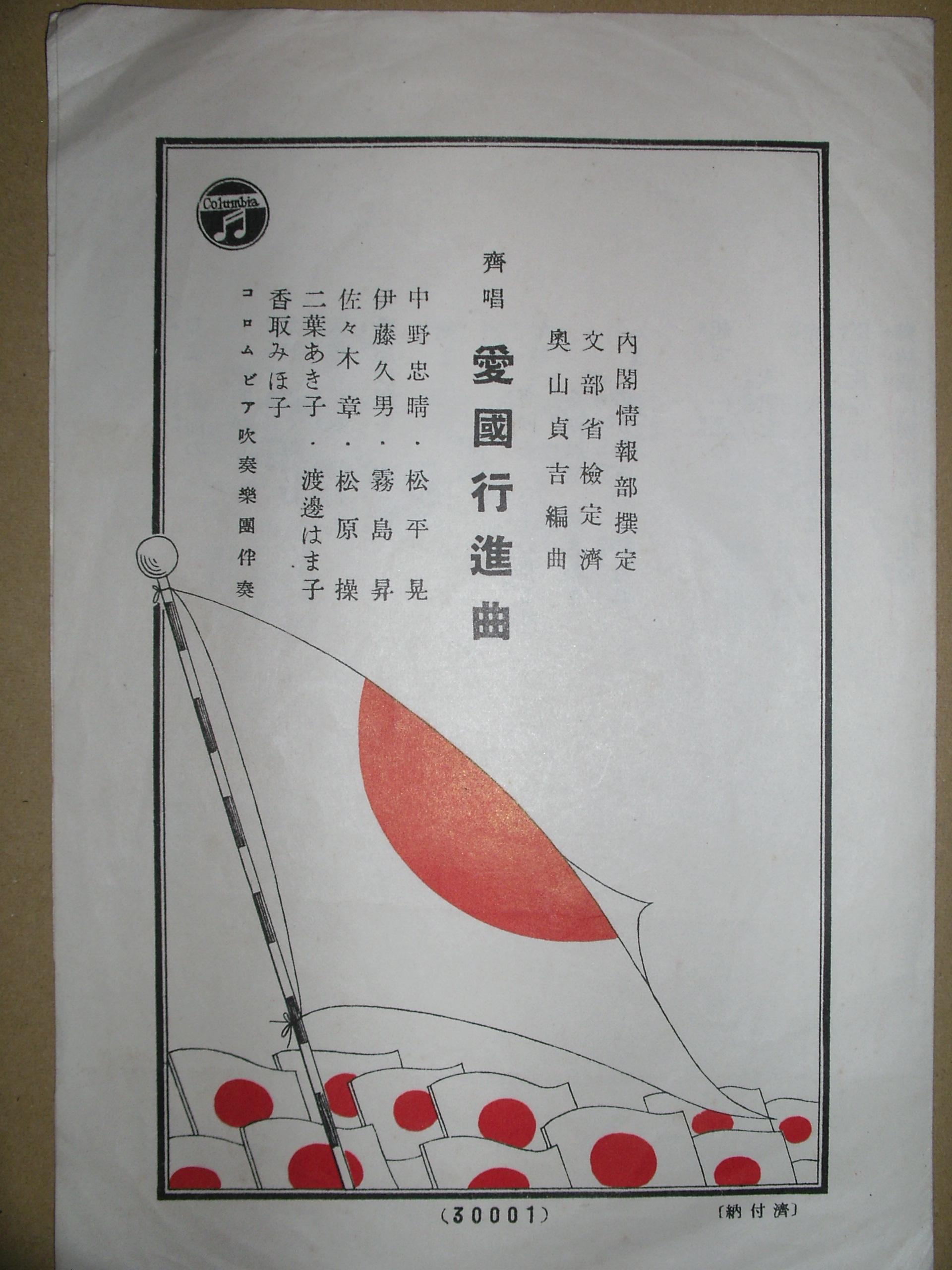
Partition de la « Marche patriotique ».

En 1936, la NHK lance un programme radio Kokumin Kayō (国民歌謡, litt. Kayō national) pour concurrencer le ryūkōka qui est sous l'influence du Ero Guro Nansensu, mais elle commence bientôt à diffuser des chants militaires vers le mois de juillet 1937. Le programme est renommé Warera no Uta (われらのうた, litt. « Nos Chansons ») en 1941 puis Kokumin Gasshō (国民合唱, lit. « Groupe national de chant ») en 1942. Les chansons de temps de guerre sont appelées Senji Kayō (戦時歌謡). Durant la guerre, de nombreux musiciens sont contraints de composer des chants militaires. Yuji Koseki qui en a beaucoup écrit est plus tard critiqué comme collaborateur de la guerre bien qu'il paraît affecté de remords. Koseki compose Roei no Uta (露営の歌, lit. Chant de la caserne) sorti en 1937. Bien qu'il s'agisse d'une chanson de face B, elle se vend à 600 000 exemplaires. En 1937, la chanson Aikoku Kōshinkyoku (愛国行進曲, litt. « Marche patriotique ») se vend à 1 000 000 exemplaires. Cependant, les musiciens de jazz japonais comme Ryōichi Hattori semblent moins désireux de composer des chansons de guerre. Son fils Katsuhisa Hattori affirme qu'il n'était pas antinationaliste et qu'il n'était pas techniquement en peine de composer des chansons de guerre s'il le voulait parce que les chants militaires était de l'enka du point de vue musical.

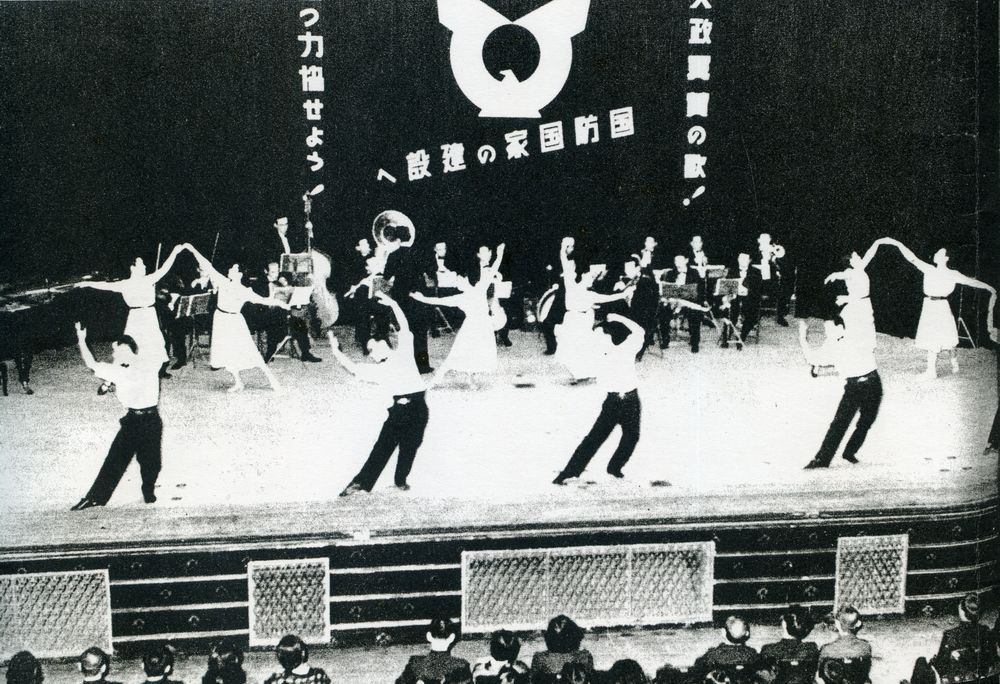
Récital de La Chanson de Taisei Yokusan en 1940.

De son côté, l'ancien enka-shi (chanteur de rues) Haruo Oka fait ses débuts avec la chanson Kokkyō no Haru (国境の春, litt. « Printemps à la frontière ») sortie en 1939. Yoshio Tabata fait également ses débuts avec Shima no Funauta (島の舟唄, litt. « Chanson du bateau des îles ») en 1939. Le rōkyoku (naniwa-bushi) est utilisé pour rehausser le prestige national.

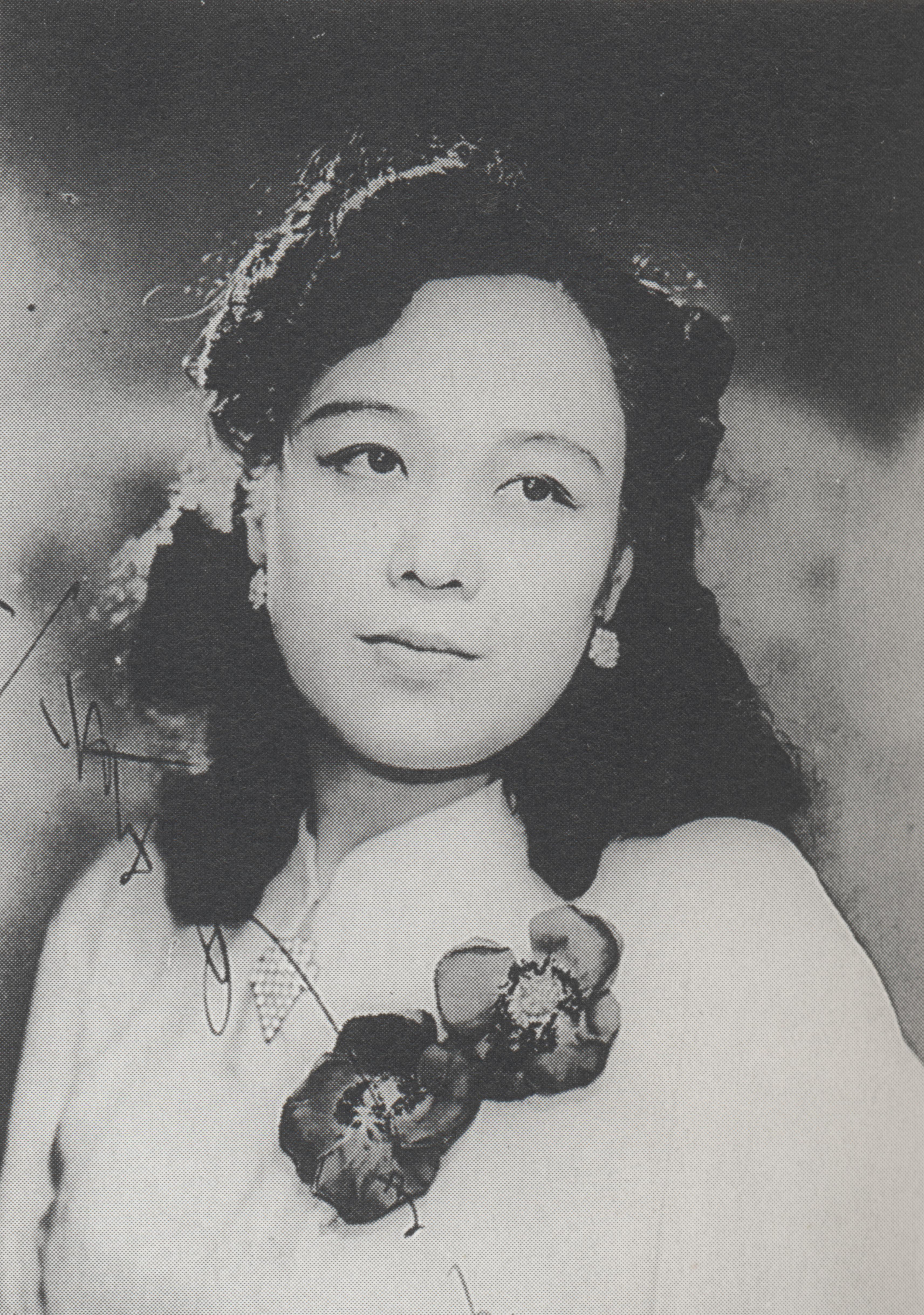
Akiko Futaba, interprète de Kōgen no Tsuki.

Bien que de nombreux chants de guerre sont écrits après le début de la Guerre du Pacifique, Kōgen no Tsuki (高原の月), interprété par Noboru Kirishima et Akiko Futaba, devient populaire pour son lyrisme. Lorsque la guerre tire à sa fin, les thèmes abordés comprennent des spectacles terribles comme la bataille d'Attu, la bataille de Guadalcanal et la campagne des îles Marshall. Oka se rend sur l'île Ambon mais tombe malade et rentre bientôt au Japon. Bin Uehara, qui emploie le kobushi du naniwa-bushi pour chanter, est tué lors de la campagne de Nouvelle-Guinée et Fujiyama fait prisonnier en Indonésie.

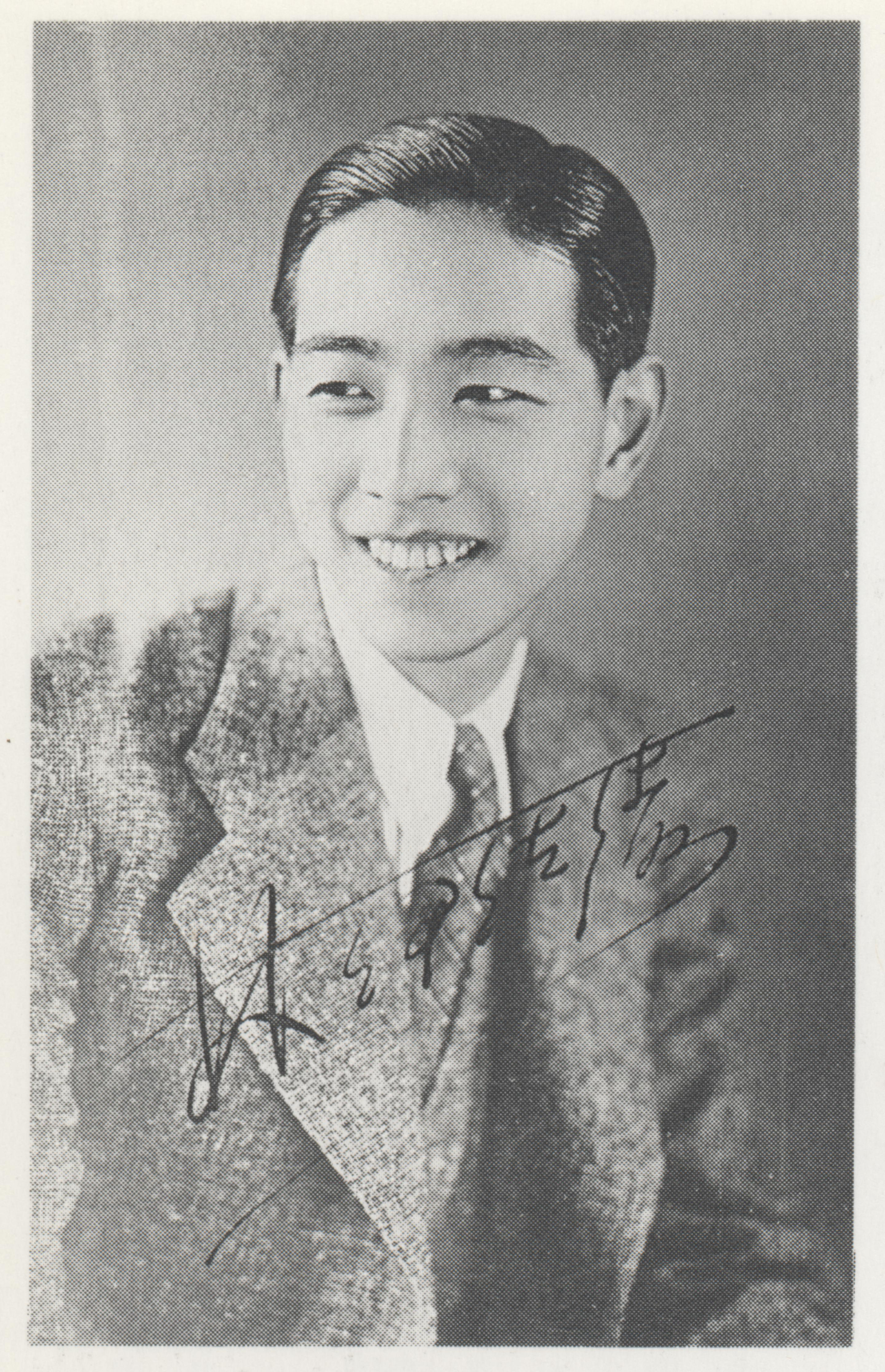
Isao Hayashi, compositeur de la chanson militaire Shussei Heishi o Okuru Uta.

Après la guerre, les chansons composées pendant le conflit sont considérées comme tabou, même au Japon, malgré leur importance historique. Une de ces chansons, Shussei Heishi o Okuru Uta (出征兵士を送る歌), composée par Isao Hayashi, est devenue un air de ralliement du groupe d'extrême droite japonais Uyoku dantai. Nocturne de Suzhou, interprété par Li Xianglan et composé par Hattori, reste controversée en Chine, même s'il ne s'agit pas d'une chanson de propagande. Après la guerre, Tarō Shōji, qui a entendu le gyokuon-hōsō dans la préfecture de Nagano, se voit une fois interdit d'interpréter plusieurs de ses chansons parce que celles-ci sont considérées comme nationalistes. Le genre rōkyoku disparaît progressivement avec l'apparition de la télévision au cours de la période d'après-guerre. En 1946, la NHK relance ses programmes musicaux sur la chaîne Radio Kayō, plus tard appelée Minna no Uta, mais la NHK est peu encline à évoquer son histoire ancienne.

### 1945–1954: Popularité d'après-guerre

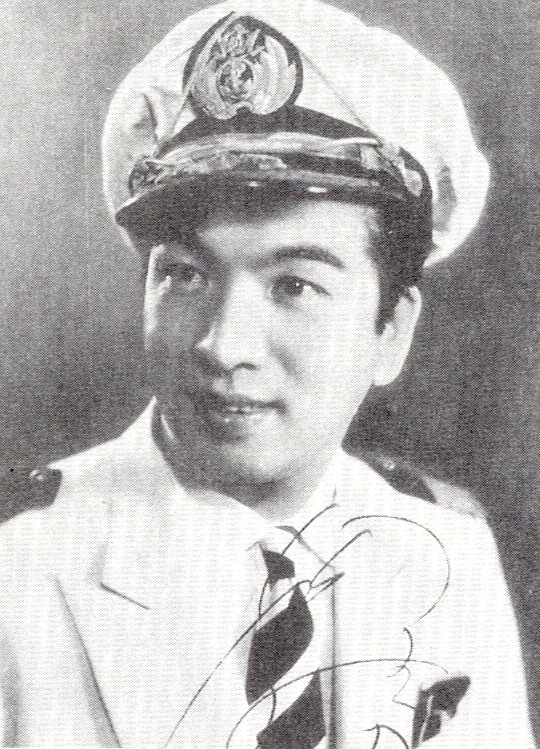
Haruo Oka, interprète d'Akogare no Hawaii kōro.

La chanson Ringo no Uta (リンゴの唄, litt. « Chanson de la pomme ») de Michiko Namiki, entendue dans le film Soyokaze en 1945, est un succès. Haruo Oka sort également des succès comme la chanson  Tokyo no Hanauri Musume (東京の花売り娘, litt. « Tokyo Flower Girl ») en 1946 et Akogare no Hawaii kōro (憧れのハワイ航路) en 1948. Ichirō Fujiyama, prétendument tué au combat, rentre au Japon en 1946.

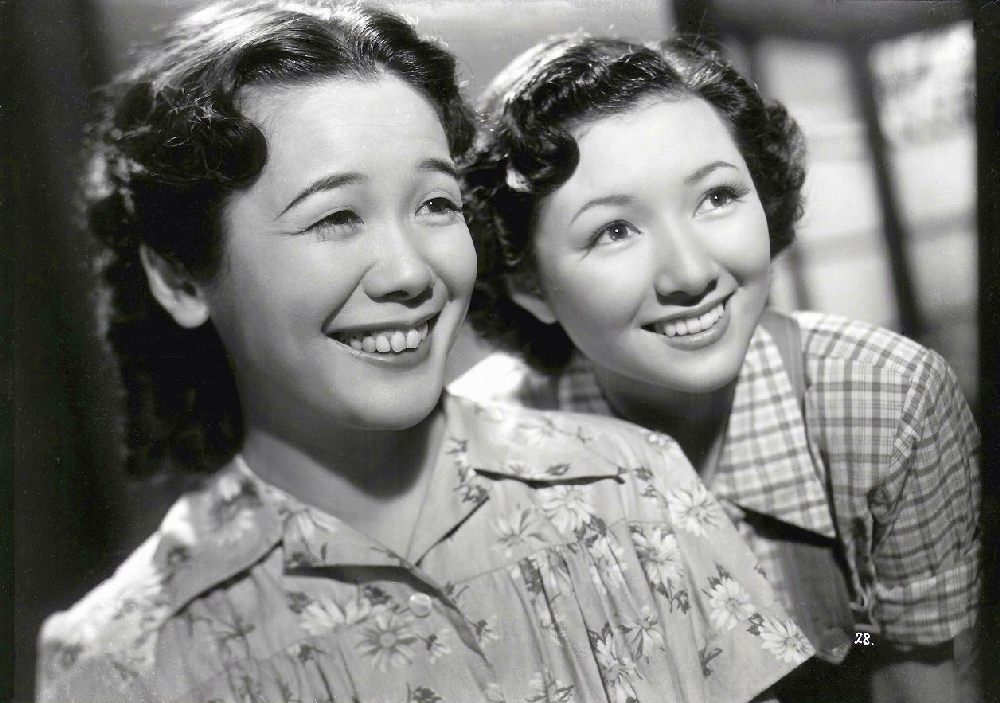
La chanteuse de jazz Shizuko Kasagi et l'actrice Hideko Takamine.

Ryōichi Hattori, qui s'installe à Shanghai en 1944, contribue à la promotion de la musique japonaise poppusu après la guerre. En 1947, la chanson Tokyo Boogie-Woogie de Shizuko Kasagi, composée par Hattori, est un succès. En 1949, Hattori compose également le Shamisen Boogie-Woogie interprété par Ichimaru. Vers cette époque, Hibari Misora se fait connaître comme imitateur de Kasagi. Elle fait ses débuts en 1949 avec la chanson Kappa Boogie-Woogie. Aoi Sanmyaku (青い山脈, litt. « Montagnes bleues ») composée par Hattori et interprétée par Fujiyama est un énorme succès dans les premières années de l'après-guerre au Japon.
Yuji Koseki compose Nagasaki no Kane (長崎の鐘, litt. « Les Cloches de Nagasaki ») et Himeyuri no Tō (ひめゆりの塔, litt. « Himeyuri Lily Tower »). Nagasaki no Kane, d'après le roman Les Cloches de Nagasaki de  Takashi Nagai, est interprété par Fujiyama en 1949. En 1951, Fujiyama devient le premier chanteur en finale de la première édition de l'émission télévisée de fin d'année Kōhaku Uta Gassen avec Nagasaki no Kane. Chiemi Eri débute en 1952 et Izumi Yukimura en 1953. Fujiyama passe chez NHK en 1954 et revient à son style original : la musique classique. Il devient par la suite chef d'orchestre pour Hotaru no Hikari de l'émission précitée.

### 1955–1963: Transformation de la musique
De nouveaux chanteurs tels que Hibari Misora, Hachiro Kasuga, Michiya Mihashi et Chiyoko Shimakura remplacent en popularité les anciens interprètes. La période entre 1955 et 1964 est témoin de la popularité du genre kayōkyoku. Vers cette époque, les compositeurs japonais établissent leurs propres genres avec des titres tels qu'Enka de Toru Funamura et Minoru Endo, Mood Kayō de Tadashi Yoshida et Hachidai Nakamura et Jazz de Hiroshi Miyagawa. Masao Koga renonce à son style d'avant-guerre et se rapproche de celui de Hibari Misora.
Écrite pour Haruo Oka, la chanson Otomisan est finalement interprétée par Hachiro Kasuga et devient un succès en 1954. Le titre se vend à plus d'un million d'exemplaires. La musique est composée par Masanobu Tokuchi, originaire des îles Ryūkyū. En 1955, la chanson Wakare no Ipponsugi de Kasuga, composée par Funamura, est un autre succès. Cette même année 1955, Funamura compose également la chanson Anoko Ga Naiteru Hatoba interprétée par Michiya Mihashi. Les chanteurs Ryōkyōku comme Haruo Minami et Hideo Murata se tournent vers la musique populaire japonaise. Hachiro Kasuga, Michiya Mihashi et Hideo Murata créent leur genre propre, plus tard appelé enka.

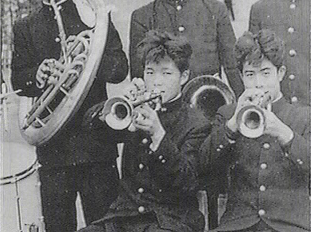
Kyu Sakamoto et son groupe scolaire.

En 1957, la chanson Yūrakuchō de Aimashō de Frank Nagai composée par Yoshida, est également un succès. Vers cette époque cependant, commence le mouvement rock 'n' roll japonais et le Carnaval occidental de Nichigeki est créé en 1958. De futurs chanteurs populaires participent aux concerts tels que Mickey Curtis et Kyu Sakamoto. En opposition au mouvement rock 'n' roll japonais, Yukio Hashi représente un choc dans la musique populaire japonaise en tant que jeune chanteur enka parce que les interprètes du genre sont d'ordinaire des chanteurs âgés comme Hachiro Kasuga et Michiya Mihashi.
Des chanteurs comme Kyū Sakamoto, The Peanuts et Mieko Hirota reprennent d'abord des titres américains puis commencent à interpréter leurs propres chansons. En 1961, le simple Ue o muite arukō de Sakamoto, composé par Nakamura, est un énorme succès au Japon. Par ailleurs, Ōsho (王将, litt. « Le Général roi ») de Hideo Murata en 1961, composé par Toru Funamura, se vend à plus d'un million d'exemplaires. Le 5 juin 1962, Saburō Kitajima fait ses débuts avec Bungacha Bushi. En 1962, Funamura compose pour Kitajima le succès Namida Bune (なみだ船, litt. « Navire de larmes »). Hiroshi Miyagawa compose cette même année Furimukanaide pour les Peanuts. Ceux-ci chantent également « La chanson de Mothra » composée par Yuji Koseki.
En 1963, la période des anciens chanteurs populaires comme Hibari Misora, Chiemi Eri, Izumi Yukimura, Hachiro Kasuga, Michiya Mihashi et Frank Nagai semble toucher à sa fin et Sakamoto sort le titre Miagete goran yoru no hoshi o qui est un succès. En juin 1963, Ue o muite arukō de Sakamoto atteint la première place du Billboard Hot 100 américain sous le titre Sukiyaki. En 1963, les chansons Guitar Jingi (ギター仁義) de Kitajima et Koko San Nen Sei (高校三年生) de Kazuo Funaki sont également des succès. Les deux titres ont été composés par Minoru Endo. Hashi et Funaki se font chanteurs de musique pour jeunes, créant ainsi un nouveau genre appelé Seishun Kayō (青春歌謡, litt. « Jeunesse Kayō »).

### 1963–1966: indépendance de l'enka puis disparition
Le 6 septembre 1963, la maison de disques Nippon Crown devient indépendante de la Nippon Columbia chez qui se trouve Saburō Kitajima. Hibari Misora présente une chanson intitulée Kanto Harusame Kasa lorsque la maison est créée. Kitajima prend part à l'émission Kōhaku Uta Gassen pour la première fois le 31 décembre 1963. La part d'audience de la 14e édition de Kōhaku Uta Gassen atteint 81,4 % en 1963. En 1964, Haruo Minami sort sa version de la chanson Tokyo Gorin Ondō (東京五輪音頭, litt. « Ondō pour les Jeux olympiques de Tokyo »), composée par Masao Koga. En 1965, Kitajima produit une série de succès tels que Kyōdai Jingi (兄弟仁義), Kaerokana (帰ろかな, litt. « Peut-être retournerai-je chez moi ») et Hakodate no Onna (函館の女, litt. « Femme à Hakodate »). Kaerokana est composée par Hachidai Nakamura. Koga compose Yawara chantée par Hibari, chanson qui remporte le Japan Record Award en 1965. Koga est également un compositeur original pour Kanashii Sake (悲しい酒, litt. « Triste saké ») interprété par Hibari en 1966. Sa musique, appelée « mélodie Koga », sert de base au enka moderne ce qui lui vaut d'être appelé « le père du enka moderne ».
Par ailleurs, Hachidai Nakamura compose aussi Wakai Namida, le premier simple des Johnnys (1964). En 1965, le guitariste Yūzō Kayama produit également son grand succès Kimi to Itsumademo en tant que chanteur. The Beatles visite le Japon et se produisent au Nippon Budokan en 1966. Avec pour ambition de venir à bout du style traditionnel, la chanson Aoi Hitomi (青い瞳, litt. « Œil bleu ») du groupe de Group Sounds The Blue Comets sortie en 1966, sortie à l'origine comme chanson en anglais, paraît en japonais. En 1966, la chanteuse de folk Ryoko Moriyama, fille du musicien de jazz Hisashi Moriyama, sort aussi de son côté le succès Kyō no Hi wa Sayōnara (今日の日はさようなら, litt. Au revoir, aujourd'hui). Le titre Blue Chateau des Blue Comets remporte le Japan Record Award en 1967. I Only Live Twice des The Folk Crusaders en 1967 a un gros impact sur la musique populaire japonaise. un nouveau mouvement musical appelé Kayō Pops (歌謡ポップス) produit aussi une série de succès comme la chanson Blue Light Yokohama d'Ayumi Ishida en 1968, composée par Kyohei Tsutsumi.
Le Group Sounds devient populaire à la fin des années 1960 au Japon avant d'être remplacé par le New Rock dans la musique rock underground japonaise vers 1970. Le groupe de rock Happy End devient l'un des prototypes du moderne J-pop. Mickey Curtis forme le groupe de rock Samouraï en 1969 en Grande-Bretagne et plus tard repère le groupe japonais Carol dont le meneur est Eikichi Yazawa.

## Postérité
Une partie de la musique de style occidentale de Ryōichi Hattori de cette période est réévaluée dans les années 2000. L'album hommage qui lui est dédié sort le 17 octobre 2007. Plusieurs musiciens tels Hideaki Tokunaga (pour Wakare no Blues), Kazumasa Oda (pour Suzhou Nocturne), Masaharu Fukuyama (pour Tokyo Boogie-woogie) et le Tokyo Ska Paradise Orchestra (pour Aoi Sanmyaku) participent à l'enregistrement de l'album qui s'installe à la 10e position du classement hebdomadaire japonais Oricon des albums.

## Interprètes notables de ryūkōka
- Noriko Awaya
- Ichirō Fujiyama
- Akiko Futaba
- Isao Hayashi
- Ichimaru
- Rentarō Kita
- Katsutarō Kouta
- Dick Mine
- Tadaharu Nakano
- Haruo Oka
- Chiyako Satō
- Tarō Shōji
- Tamaki Tokuyama
- Bin Uehara
- Hamako Watanabe